# تیفوس
تیفوس (به فرانسوی: Le typhus) یا تب مُحرِقَه یک بیماری حاد تب‌دار ناشی از یک باکتری (ریکتزیا) منتقله از بندپایان آلوده است. این بیماری دارای سرایت فرد به فرد نیست. این عفونت ممکن است پوست، دستگاه عصبی مرکزی، لولهٔ گوارش و عضلات را درگیر سازد.

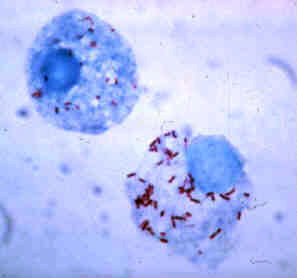
ریکتزیا ریکتزیی در سلول میزبان

به‌طور کلی تاکنون چهار نوع تیفوس شناخته شده است:
۱- تیفوس اپیدمیک یا شپشی (louse-borne) که عامل آن ریکتزیا پرووازکی است و شایع‌ترین نوع تیفوس محسوب می‌شود. وقتی صحبت از همه‌گیری تیفوس در گذشته می‌شود اغلب منظور تیفوس شپشی است.
۲- تیفوس آندمیک یا تیفوس ککی (flea-borne) یا تیفوس موشی (murine) که عامل آن ریکتزیا تیفی است.
۳- تیفوس کنه‌ای (tick typhus) که عامل بیماری‌زای آن ریکتزیا استرالیایی (Rickettsia australis) است و تب منقوط ایجاد می‌کند.
۴- تیفوس اسکراب (Scrub) یا تیفوس مایت (Mite) که توسط ریکتزیا تسوتسوگاموشی ایجاد می‌شود.
ریکتزیاها باکتری‌های کوچکی هستند که انگل اجباری درون سلولی می‌باشند. شکل ظاهری آن‌ها به صورت میله‌ای یا کروی است. دورهٔ کمون تیفوس بین ۱ تا ۲ هفته و معمولاً ۱۲ روز است.
باید دقت شود که بیماری تیفوس با بیماری تب تیفوئید (حصبه) که یک بیماری تب‌دار گوارشی است متفاوت است.  تیفوئید به معنای "شبه تیفوس" است.

## ریشه نام
واژه Typhus از واژه یونانی tûphos به معنی "هذیان ناشی از تب" گرفته شده است.

## مخزن بیماری
مخزن ریکتزیاها در تیفوس شپشی (همه‌گیر) انسان و در تیفوس نوع موشی جوندگان است.حشرهٔ ناقل در تیفوس شپشی، شپش در تیفوس موشی، کک و در تیفوس کنه‌ای کنه است.

## علایم و درمان
پزشک باید در هر بیمار تبدار که به تازگی از مسافرت بازگشته است سه بیماری تیفوس، مالاریا و تب دانگ را مد نظر قرار دهد.
علائم معمولاً شامل تب، لرز، درد عضلانی، سردرد، لاغری شدید، بثورات پوستی (با یا بدون جای زخم) است.
درمان با آنتی بیوتیک‌هایی نظیر تتراسیکلین، داکسی سیکلین یا کلرامفنیکل انجام می‌شود.
رعایت بهداشت فردی در کنترل همه گیری‌ها بسیار ضروری است .